# Stephen Curry
Wardell Stephen Curry II (n. 14 martie 1988, Akron, Ohio, SUA) este un jucător profesionist american de baschet care evoluează la echipa Golden State Warriors din NBA. Este considerat ca fiind cel mai bun aruncător de la distanță din istoria NBA. A devenit în patru rânduri campion NBA cu Golden State Warriors. De două ori a fost desemnat cel mai bun jucător (MVP) al sezonului regulat, în sezonul 2015-16 fiind primul jucător din istoria NBA ales MVP cu unanimitate de voturi.
Tatăl lui Steph, Dell Curry, a fost jucător în NBA, iar fratele său mai mic, Seth Curry, joacă de asemenea în NBA.
Steph Curry a jucat baschet în colegiu pentru Davidson Wildcats, echipa colegiului Davidson din Carolina de Nord. Aici, el a fost numit de două ori Jucătorul Anului în Conferința de Sud și a stabilit recorduri ale colegiului și ale Conferinței privind numărul de puncte marcate în medie pe meci. În timpul anului doi de colegiu, el a stabilit, de asemenea, recordul sezonului în NCAA pentru coșuri de trei puncte (162).
Curry a intrat în NBA în 2009, fiind selectat de Golden State Warriors de pe poziția a șaptea în draft.
În sezonul 2012-13, Curry a stabilit un nou record NBA pentru coșuri de trei puncte - cu 272 de coșuri reușite. El a depășit recordul în 2015 cu 286, și din nou în 2016, cu 402. În sezonul 2013-14, el și coechipierul Klay Thompson a fost porecliți „Splash Brothers”, cei doi stabilit un record NBA pentru numărul combinat de coșuri de trei puncte într-un singur sezon, 484, un record doborât sezonul următor (525) și din nou în sezonul 2015-16 (678).
În sezonul 2014–15, Curry a obținut prima dată trofeul MVP și a condus pe Warriors spre primul lor titlu de campioană din anul 1975. În sezonul următor, Warriors au stabilit un nou record NBA de victorii într-o singură stagiune, 73, și au ajuns în finală, pierdută însă în șapte meciuri contra lui Cleveland Cavaliers. Curry a ajutat pe Warriors să ajungă în finala NBA în anii 2017, 2018 și 2019, câștigând titluri în anii 2017 și 2018, dar pierzând în 2019 cu Toronto Raptors. După necalificare în playoff în 2020 și 2021, Curry a obținut al patrulea inel de campion cu Warriors, în 2022, în urma victoriei din finala cu Boston Celtics, fiind desemnat MVP al finalei.